# Square du Nouveau-Belleville
Le square du Nouveau-Belleville  est une voie située dans le quartier de Belleville du 20e arrondissement de Paris en France.

## Situation et accès

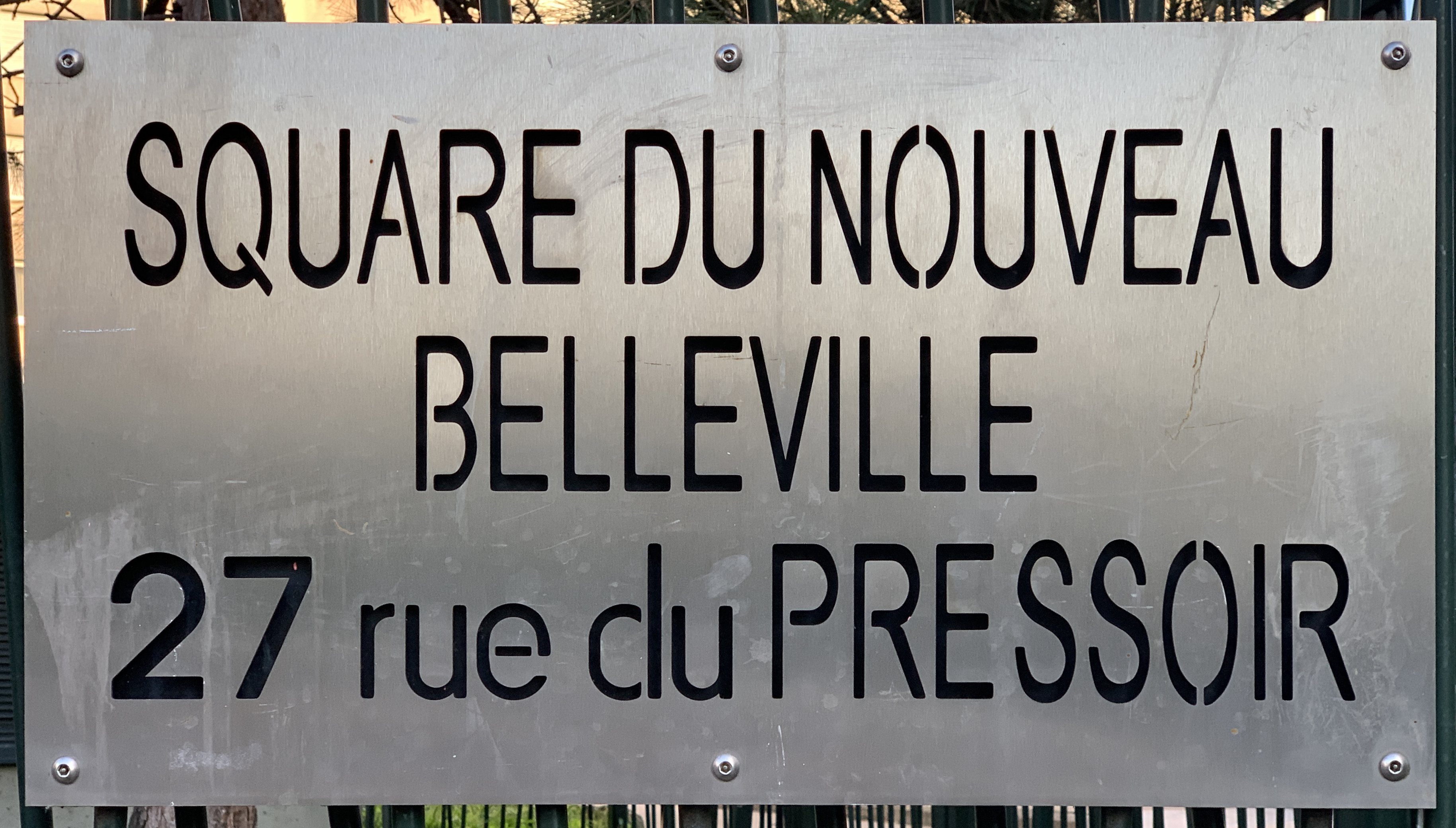
Plaque de la voie.

Ce square est une voie privée intérieure constituée par une dalle comprenant voirie, espaces verts et espaces libres.
Il est desservi à proximité par la ligne 2 aux stations Couronnes et Ménilmontant.

## Origine du nom
Cette voie prend le nom de la société immobilière chargée, avant la Seconde Guerre mondiale, de restructurer cet îlot.

## Historique
Ce square est créé en 1972 lors de la reconstruction de l'ilot insalubre no 7 et prend sa dénomination actuelle par un décret préfectoral du 17 avril 1973.